# Rallye de Suède 1982
Le Rallye de Suède 1982 (32nd International Swedish Rally), disputé du 12 au 14 février 1982, est la cent-unième manche du championnat du monde des rallyes (WRC) courue depuis 1973, et la deuxième manche du championnat du monde des conducteurs de rallyes 1982. L'épreuve est également la cinquième manche du championnat d'Europe des rallyes, mais, pour la troisième fois depuis 1973, a été évincée du championnat du monde des marques.

## Contexte avant la course

### Le championnat du monde
Ayant succédé en 1973 au championnat international des marques (en vigueur de 1970 à 1972), le championnat du monde des rallyes se dispute sur un maximum de treize manches, comprenant les plus célèbres épreuves routières internationales, telles le Rallye Monte-Carlo, le Safari ou le RAC Rally. Depuis 1979, le championnat des constructeurs a été doublé d'un championnat pilotes, ce dernier remplaçant l'éphémère Coupe des conducteurs, organisée à seulement deux reprises en 1977 et 1978. Si le calendrier 1982 intègre treize manches pour l'attribution du titre de champion du monde des pilotes, seules onze d'entre elles sont sélectives pour le championnat des marques, le Rallye de Suède et le Rallye de Côte d'Ivoire en étant exclus.
1982 marque l'introduction de la nouvelle réglementation en matière d’homologation des voitures de rallye, avec les catégories suivantes :
- Groupe N : voitures de grande production de série, ayant au minimum quatre places, fabriquées à au moins 5000 exemplaires en douze mois consécutifs ; modifications très limitées par rapport au modèle de série (bougies, amortisseurs).
- Groupe A : voitures de tourisme de grande production, fabriquées à au moins 5000 exemplaires en douze mois consécutifs, avec possibilité de modifications des pièces d'origine ; poids minimum fonction de la cylindrée.
- Groupe B : voitures de grand tourisme, fabriquées à au moins 200 exemplaires en douze mois consécutifs, avec possibilité de modifications des pièces d'origine (extension d'homologation portant sur 10% de la production). Les élargisseurs d'aile rapportés sont interdits[3].

Le retard pris dans l'établissement de la réglementation a contraint la FISA à prolonger d'un an l'homologation des voitures des groupes 2 (voitures de tourisme spéciales) et 4 (voitures de grand tourisme spéciales), seul Citroën disposant, en ce début de saison, d'un modèle de Groupe B (la Visa Trophée), véhicule de petite cylindrée développé par la filière sportive de la marque française pour promouvoir les jeunes pilotes. En attendant la venue des véritables «Groupe B», le championnat 1982 se disputera donc une nouvelle fois avec les voitures du groupe 4, les principaux protagonistes étant Audi et Opel, qui devraient être présents sur l'ensemble des manches du calendrier. À la surprise générale, Opel a remporté le premier duel de la saison, Walter Röhrl ayant imposé sa classique Ascona 400 face à la redoutable Audi Quattro d'Hannu Mikkola lors du Rallye Monte-Carlo, l'absence de neige n'ayant pas permis à Audi d'exploiter pleinement la supériorité de la traction intégrale sur terrain glissant.

### L'épreuve
Épreuve hivernale, le Rallye de Suède est depuis 1966 un des événements phares du championnat d'Europe des rallyes. Disputé presque exclusivement sur neige ou sur glace, il se déroule traditionnellement dans le Värmland. Dès 1973, l'épreuve fut intégrée au championnat du monde. Jusqu'en 1976, les reconnaissances y étaient interdites, le parcours étant tenu secret jusqu'au départ, suivant le même principe que le Rallye RAC, et seuls les équipages suédois pouvaient y briguer la victoire. Suivant la volonté des organisateurs d'intéresser un plus grand nombre de participants, l'interdiction fut toutefois levée en 1977, l'itinéraire étant dévoilé un mois avant le déroulement de la course. La domination suédoise perdura cependant jusqu'en 1981, où la course fut remportée par le Finlandais Hannu Mikkola sur son Audi Quattro. Le record de victoires est détenu par Stig Blomqvist et Björn Waldegård (cinq succès chacun), mais le second, faute de volant, ne pourra défendre son titre cette année encore, son employeur Toyota ayant fait l'impasse sur cette manche. 
Le cloutage des pneus est autorisé sur l'ensemble de l'épreuve. Pour l'édition 1982, la longueur des crampons ne doit pas excéder vingt millimètres, leur nombre étant limité à douze par décimètre de bande de roulement.

## Le parcours
- départ : 12 février 1982 de Karlstad
- arrivée : 14 février 1982 à Karlstad

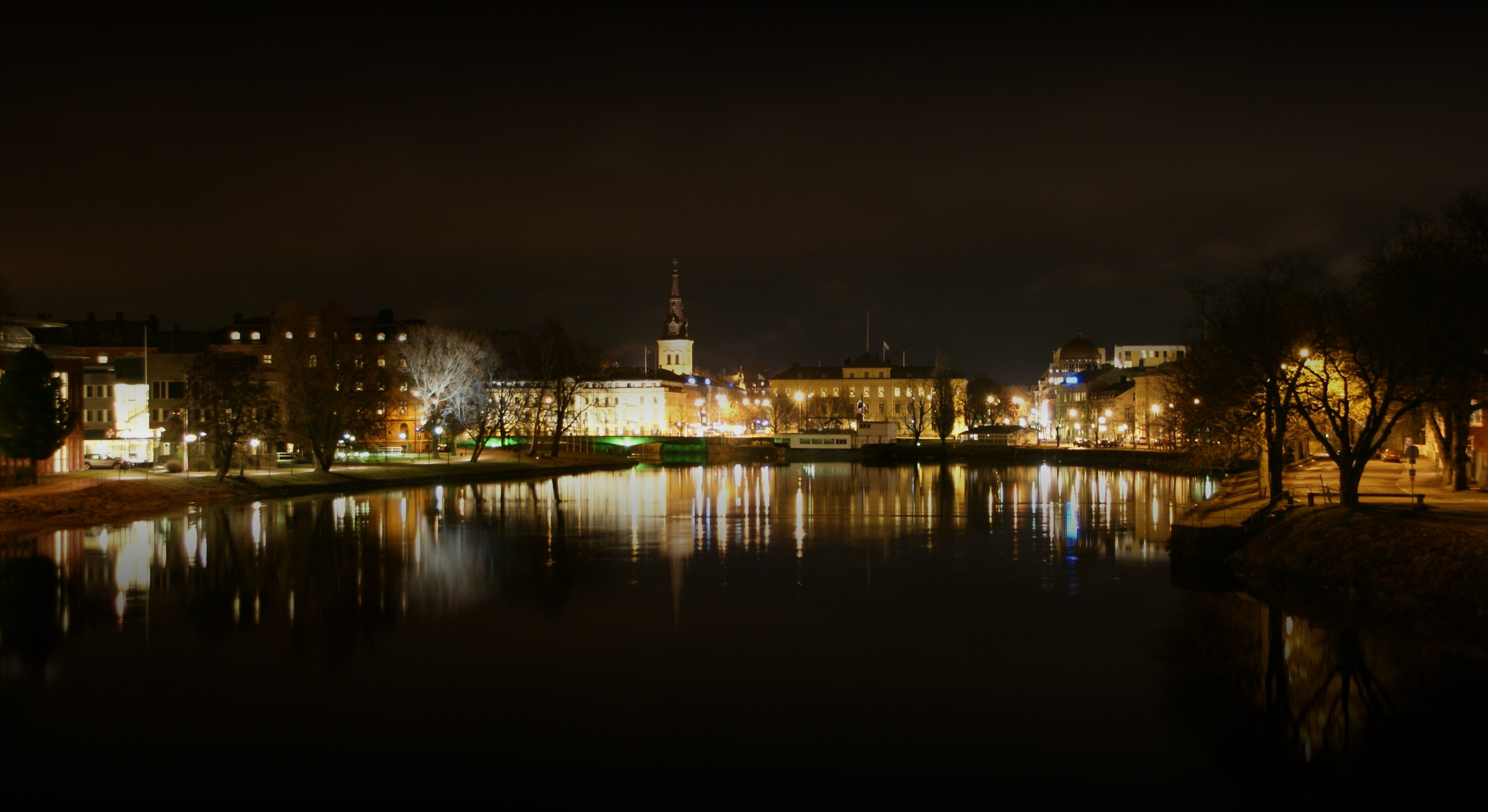
Karlstad, point central du Rallye de Suède.

- distance : 1407 km dont 352,5 km sur 23 épreuves spéciales (25 épreuves initialement prévues, pour un total de 366,5 km chronométrés)
- surface : neige et glace
- Parcours divisé en trois étapes[6]

### Première étape
- Karlstad - Karlstad, le 12 février
- 7 épreuves spéciales, 105,3 km

### Deuxième étape
- Karlstad - Karlstad, le 13 février
- 10 épreuves spéciales, 142,0 km (12 épreuves initialement prévues, pour un total de 156 km chronométrés)

### Troisième étape
- Karlstad - Karlstad, le 14 février
- 6 épreuves spéciales, 105,2 km

## Les forces en présence
Sur 125 équipages initialement engagés, seuls 116 prendront le départ de l'épreuve. 
- Audi

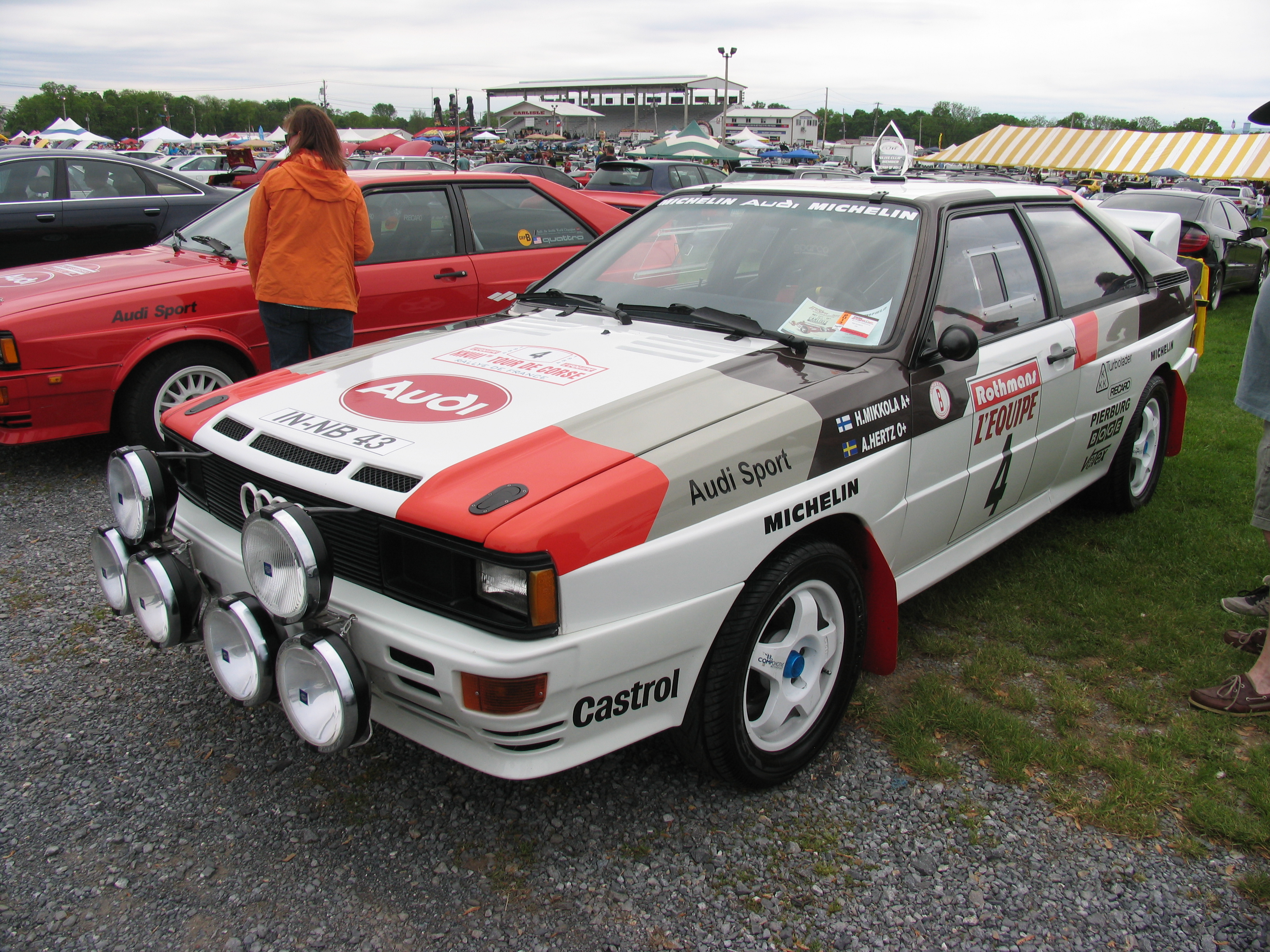
Les Audi Quattro seront les favorites de l'épreuve.

Largement favorite, la marque d'Ingolstadt débarque en Suède avec une équipe forte de trois coupés Quattro groupe 4 : aux deux voitures habituelles engagées par l'usine pour Hannu Mikkola et Michèle Mouton s'ajoute celle du Team Audi Sport Sverige (branche suédoise d'Audi Sport), aux mains de Stig Blomqvist. Équipées d'un moteur cinq cylindres de 2144 cm3 à injection directe, suralimenté par un turbo-compresseur KKK, en position longitudinale avant, elles disposent d'une puissance de l'ordre de 310 chevaux. Avec leur transmission intégrale permanente, comprenant un différentiel central placé juste derrière la boîte de vitesses à cinq rapports, elles souffrent d'un poids relativement élevé (1180 kg), mais leur remarquable motricité les rend pratiquement invincibles sur terrain glissant. Les Audi utilisent habituellement des pneus Kléber, mais pour cette épreuve particulières elles sont équipées de pneus neige de fabrication finlandaise. En plus de la voiture de Blomqvist, Audi Suède a également engagé un Coupé GT groupe 2 pour Mikael Ericsson, ainsi qu'une Volkswagen Golf GTI groupe 2 pour Kalle Grundel.
- Opel

Deux Ascona 400 groupe 4 officielles sont présentes, une sous les couleurs Rothmans pour Walter Röhrl, la seconde, engagée par l'importateur local, étant confiée à Björn Johansson. Ces voitures à transmission classique pèsent un peu plus d'une tonne ; leur moteur quatre cylindres de 2420 cm3 préparé par Cosworth développe 260 chevaux. Elles utilisent des pneus Michelin.
- Ford

Champion du monde en titre, Ari Vatanen, absent au Rallye Monte-Carlo, s'aligne sur une Escort RS1800 groupe 4 préparée par David Sutton. Cette voiture d'environ une tonne dispose d'un moteur deux litres alimenté par carburateurs développant 260 chevaux. Elle est chaussée de pneus Hakkapeliitta. Parmi les pilotes privés s'alignant sur un modèle identique, on note la présence du Finlandais Lasse Lampi et du Suédois Bror Danielsson.
- Saab

Bien que non officiellement présente, la marque suédoise est largement représentée, avec notamment la Saab 99 Turbo de Per Eklund et la 99 EMS d'Ola Strömberg, deux voitures préparées par ce dernier et homologuées en groupe A. Leur moteur deux litres est alimenté par injection mécanique. La voiture d'Eklund, à culasse huit soupapes et suralimentée par un turbocompresseur Garrett, dispose de 200 chevaux, celle de Strömberg (non suralimentée, culasse seize soupapes) de 175 chevaux.
- Renault

Après plusieurs saisons de rallycross, les frères Walfridsson effectuent leur retour en rallye au volant de Renault 5 Turbo groupe 4. Per-Inge dispose d'une version avec kit client 180 chevaux, son cadet Lars-Erik d'un moteur de série de 160 chevaux.
- Toyota

L'importateur local de la marque engage un coupé Celica GT groupe 4 (1045 kg, environ 250 chevaux) pour le Finlandais Leif Asterhag.
- BMW

Ingvar Carlsson prendra le départ sur une BMW 323i groupe 2 (1100 kg, 240 chevaux) préparée par ses soins, équipée de pneus Thorsell.
- Nissan

Le pilote privé Sören Nilsson s'aligne sur sa 160J groupe 4 de 230 chevaux, avec laquelle il avait disputé le dernier Rallye RAC.

## Déroulement de la course

### Première étape
Les 116 équipages s'élancent de Karlstad le vendredi après-midi, pour une courte boucle comprenant sept tronçons chronométrés. Comme l'année précédente, Hannu Mikkola prend s'empare du commandement dès la première épreuve spéciale, mais son coéquipier Stig Blomqvist perd d'emblée près de trois minutes à cause d'un dysfonctionnement de sa pompe d'injection, tandis qu'Ari Vatanen, retardé par un tête-à-queue qui lui coûte une trentaine de secondes, ne pointe qu'en quarante-septième position au volant de sa Ford Escort. Gunnar Pettersson en profite pour pointer momentanément à la deuxième place, sur son Escort, juste devant l'Opel Ascona de Björn Johansson. Une fois ses problèmes résolus, Blomqvist va se montrer le plus rapide de la journée, dominant toutes les épreuves, revenant ainsi à la quatrième place du classement général, malgré une pénalité d'une minute pour avoir anticipé le départ d'une des spéciales. Mikkola termine largement en tête cette première étape, avec plus de deux minutes d'avance sur Vatanen, auteur d'une belle remontée. Un moment second, Johansson n'a pu résister aux attaques du champion du monde et se voit directement menacé par Blomqvist. Tout d'abord retardée par un problème de turbo sur son Audi, Michèle Mouton termine cette première journée en sixième position juste devant la Saab de Per Eklund, alors que Walter Röhrl n'occupe que la douzième place, à près de quatre minutes de l'équipage de tête, ayant notamment perdu du temps à se dégager d'un mur de neige après une sortie de route.
| Pos. | Pilote               | Copilote              | Voiture             | Groupe | Temps           | Écart        |
| ---- | -------------------- | --------------------- | ------------------- | ------ | --------------- | ------------ |
| 1    | Hannu Mikkola        | Arne Hertz            | Audi Quattro        | 4      | 1 h 04 min 17 s |              |
| 2    | Ari Vatanen          | Terry Harryman        | Ford Escort RS1800  | 4      | 1 h 06 min 38 s | + 2 min 21 s |
| 3    | Björn Johansson      | Sven-Erik Andersson   | Opel Ascona 400     | 4      | 1 h 06 min 51 s | + 2 min 34 s |
| 4    | Stig Blomqvist       | Björn Cederberg       | Audi Quattro        | 4      | 1 h 07 min 00 s | + 2 min 43 s |
| 5    | Ola Strömberg        | Michael Lindberg      | Saab 99 EMS         | A      | 1 h 07 min 25 s | + 3 min 08 s |
| 6    | Michèle Mouton       | Fabrizia Pons         | Audi Quattro        | 4      | 1 h 07 min 26 s | + 3 min 09 s |
| 7    | Per Eklund           | Ragnar Spjuth         | Saab 99 Turbo       | A      | 1 h 07 min 34 s | + 3 min 17 s |
| 8    | Kalle Grundel        | Rolf Melleroth        | Volkswagen Golf GTI | 2      | 1 h 07 min 38 s | + 3 min 21 s |
| 9    | Sören Nilsson        | Anders Olsson         | Nissan Violet GT    | 4      | 1 h 07 min 41 s | + 3 min 24 s |
| 10   | Lasse Lampi          | Pentti Kuukkala       | Ford Escort RS1800  | 4      | 1 h 07 min 42 s | + 3 min 25 s |
| 11   | Ingvar Carlsson      | Christian Bodén       | BMW 323i            | 2      | 1 h 07 min 55 s | + 3 min 38 s |
| 12   | Walter Röhrl         | Christian Geistdörfer | Opel Ascona 400     | 4      | 1 h 08 min 09 s | + 3 min 52 s |
| 13   | Bengt Thorsell       | Jan-Olof Bohlin       | Ford Escort RS1800  | 4      | 1 h 08 min 25 s | + 4 min 08 s |
| 14   | Gunnar Pettersson    | Arne Pettersson       | Ford Escort RS2000  | 2      | 1 h 08 min 26 s | + 4 min 09 s |
| 15   | Per-Inge Walfridsson | Bruno Berglund        | Renault 5 Turbo     | 4      | 1 h 09 min 23 s | + 5 min 06 s |

### Deuxième étape
Les 94 concurrents encore en course repartent de Karlstad le samedi matin. En raison du dégel, deux des épreuves spéciales prévues, l'une sur un hippodrome et l'autre sur glace, ont dû être annulées. Blomqvist continue à attaquer et déloge d'emblée Johansson de la troisième place. Les trois pilotes Audi vont totalement dominer la journée, et Vatanen cède bientôt sa place de dauphin au Suédois ; il se fera également dépasser par Michèle Mouton dans la soirée. Les voitures allemandes sont solidement installées aux  trois premières places, mais un tête-à-queue de la Française dans la dernière épreuve va permettre à Vatanen de revenir sur ses talons. En fin de journée, Mikkola reste un solide leader, conservant plus de deux minutes d'avance sur Blomqvist, et près de cinq sur Mouton et Vatanen, séparés de sept secondes. Ayant endommagé son Opel à la réception d'une bosse, Johansson a perdu plus de dix minutes, c'est désormais son coéquipier Röhrl qui occupe la cinquième place, devant Eklund qui, malgré des problèmes de cloutage des pneus, conserve la tête du groupe A. Vingt-cinq équipages ont renoncé au cours de cette seconde journée.
| Pos. | Pilote               | Copilote              | Voiture             | Groupe | Temps           | Écart         |
| ---- | -------------------- | --------------------- | ------------------- | ------ | --------------- | ------------- |
| 1    | Hannu Mikkola        | Arne Hertz            | Audi Quattro        | 4      | 2 h 31 min 16 s |               |
| 2    | Stig Blomqvist       | Björn Cederberg       | Audi Quattro        | 4      | 2 h 33 min 27 s | + 2 min 11 s  |
| 3    | Michèle Mouton       | Fabrizia Pons         | Audi Quattro        | 4      | 2 h 35 min 59 s | + 4 min 43 s  |
| 4    | Ari Vatanen          | Terry Harryman        | Ford Escort RS1800  | 4      | 2 h 36 min 06 s | + 4 min 50 s  |
| 5    | Walter Röhrl         | Christian Geistdörfer | Opel Ascona 400     | 4      | 2 h 37 min 20 s | + 6 min 04 s  |
| 6    | Per Eklund           | Ragnar Spjuth         | Saab 99 Turbo       | A      | 2 h 37 min 42 s | + 6 min 26 s  |
| 7    | Kalle Grundel        | Rolf Melleroth        | Volkswagen Golf GTI | 2      | 2 h 38 min 20 s | + 7 min 04 s  |
| 8    | Lasse Lampi          | Pentti Kuukkala       | Ford Escort RS1800  | 4      | 2 h 38 min 59 s | + 7 min 43 s  |
| 9    | Ola Strömberg        | Michael Lindberg      | Saab 99 EMS         | A      | 2 h 39 min 29 s | + 8 min 13 s  |
| 10   | Sören Nilsson        | Anders Olsson         | Nissan Violet GT    | 4      | 2 h 39 min 30 s | + 8 min 14 s  |
| 11   | Bengt Thorsell       | Jan-Olof Bohlin       | Ford Escort RS1800  | 4      | 2 h 40 min 47 s | + 9 min 31 s  |
| 12   | Mikael Ericsson      | Jan Sandström         | Audi Coupé GT       | 2      | 2 h 42 min 06 s | + 10 min 50 s |
| 13   | Per Carlsson         | Christer Gustafsson   | Volkswagen Golf GTI | 2      | 2 h 43 min 16 s | + 12 min 00 s |
| 14   | Per-Inge Walfridsson | Bruno Berglund        | Renault 5 Turbo     | 4      | 2 h 44 min 10 s | + 12 min 54 s |
| 15   | Mats Jonsson         | Sven-Olov Kvarnlöv    | Opel Ascona         | 2      | 2 h 44 min 29 s | + 13 min 13 s |

### Troisième étape
Les équipages reprennent la route au milieu de la nuit, pour une courte boucle autour de Karlstad. Rien ne semble devoir freiner la progression des Audi, qui conservent les trois premières places au terme de la première épreuve. Le tronçon suivant, long de près de cinquante kilomètres, est l'un des plus difficiles du rallye. Mikkola, qui s'élance le premier, va commettre une petite faute en début de parcours, reprenant la piste juste devant son coéquipier Blomqvist, parti une minute après lui. Les deux Quattro vont rouler de concert pendant une bonne partie de la spéciale, assurant un rythme relativement rapide. Derrière eux, Michèle Mouton, désireuse de distancer Vatanen qui la menace au classement général, est à l'attaque ; dans les derniers kilomètres du secteur, elle a pratiquement rejoint ses deux coéquipiers. C'est alors que Mikkola, gêné par le brouillard, part une nouvelle fois à la faute, échouant dans un tas de neige. Son Audi obstrue partiellement le passage, mais Blomqvist parvient à éviter l'obstacle et à continuer sa route. Quelques secondes plus tard survient Michèle Mouton, qui aperçoit au dernier moment la voiture de Mikkola et ne parvient pas à l'éviter, l'enfonçant plus profondément dans le mur de neige. Les dégâts sont minimes, mais la Française va perdre quatre minutes à se dégager. Pour le pilote finlandais, c'est plus grave encore : le déneigement de l'Audi numéro un va durer plus de vingt-cinq minutes, avant que l'équipage puisse enfin repartir ! Blomqvist se retrouve en tête de la course, avec plus d'une minute et demie d'avance sur Vatanen, tandis que ses coéquipiers ont rétrogradé aux sixième et vingt-cinquième rangs. Il ne reste alors plus que trente-cinq kilomètres chronométrés à disputer et, malgré les performances réalisées dans les derniers secteurs, Mouton et Mikkola ne peuvent revenir dans le haut du classement. La Française reprend cependant la cinquième place après avoir débordé l'Escort de lasse Lampi, tandis que le Finlandais va terminer à une lointaine seizième place, hors des points. Blomqvist remporte ainsi sa sixième victoire en Suède, devant Vatanen et Röhrl, le pilote allemand réalisant une excellente opération dans le cadre du championnat du monde. Quatrième, Eklund s'impose en groupe A.

### Classements intermédiaires
Classements intermédiaires des pilotes après chaque épreuve spéciale

### Classement général

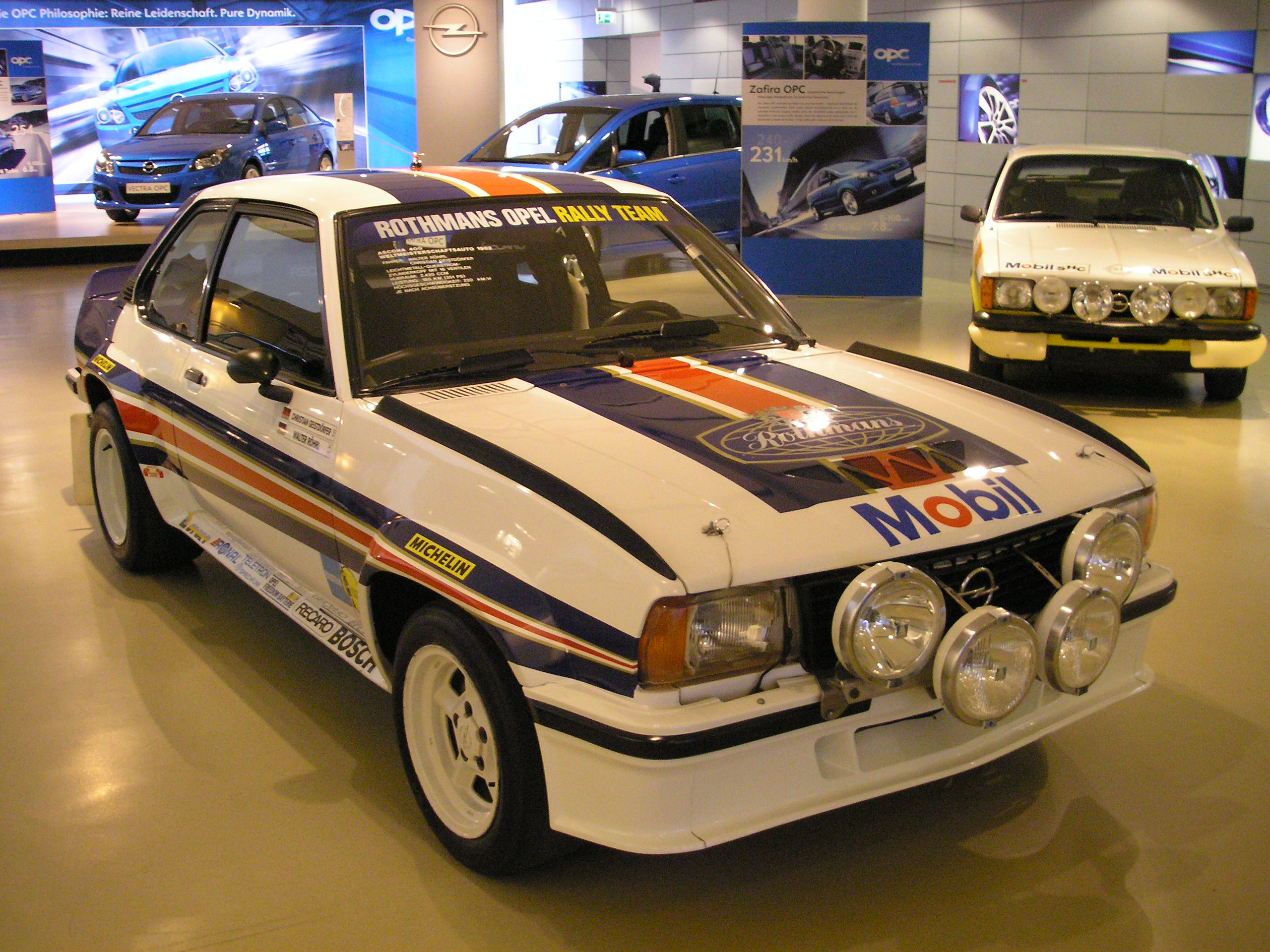
L'Opel Ascona 400 de Walter Röhrl, troisième de l'épreuve.

| Pos | No | Pilote          | Copilote              | Voiture             | Temps           | Écart         | Groupe |
| --- | -- | --------------- | --------------------- | ------------------- | --------------- | ------------- | ------ |
| 1   | 4  | Stig Blomqvist  | Björn Cederberg       | Audi Quattro        | 3 h 40 min 15 s |               | 4      |
| 2   | 2  | Ari Vatanen     | Terry Harryman        | Ford Escort RS1800  | 3 h 42 min 51 s | + 2 min 36 s  | 4      |
| 3   | 3  | Walter Röhrl    | Christian Geistdörfer | Opel Ascona 400     | 3 h 44 min 29 s | + 4 min 14 s  | 4      |
| 4   | 6  | Per Eklund      | Ragnar Spjuth         | Saab 99 Turbo       | 3 h 45 min 20 s | + 5 min 05 s  | A      |
| 5   | 5  | Michèle Mouton  | Fabrizia Pons         | Audi Quattro        | 3 h 46 min 08 s | + 5 min 53 s  | 4      |
| 6   | 9  | Lasse Lampi     | Pentti Kuukkala       | Ford Escort RS1800  | 3 h 46 min 14 s | + 5 min 59 s  | 4      |
| 7   | 18 | Sören Nilsson   | Anders Olsson         | Nissan Violet GT    | 3 h 48 min 41 s | + 8 min 26 s  | 4      |
| 8   | 37 | Kalle Grundel   | Rolf Melleroth        | Volkswagen Golf GTI | 3 h 50 min 30 s | + 10 min 15 s | 2      |
| 9   | 20 | Bengt Thorsell  | Jan-Olof Bohlin       | Ford Escort RS1800  | 3 h 51 min 09 s | + 10 min 54 s | 4      |
| 10  | 45 | Mikael Ericsson | Jan Sandström         | Audi Coupé GT       | 3 h 52 min 48 s | + 12 min 33 s | 2      |

### Équipages de tête
- ES1 à ES20 :  Hannu Mikkola -  Arne Hertz (Audi Quattro)
- ES21 à ES25 :  Stig Blomqvist -  Björn Cederberg (Audi Quattro)

### Vainqueurs d'épreuves spéciales
- Stig Blomqvist -  Björn Cederberg (Audi Quattro) : 16 spéciales (ES 2 à 8, 10, 12, 15 à 18, 20, 22, 25)
- Hannu Mikkola -  Arne Hertz (Audi Quattro) : 7 spéciales (ES 1, 9, 13, 16, 19, 23, 24)
- Michèle Mouton -  Fabrizia Pons (Audi Quattro) : 1 spéciale (ES 9)
- Björn Johansson -  Sven-Erik Andersson (Opel Ascona 400) : 1 spéciale (ES 20)
- Ari Vatanen -  Terry Harryman (Ford Escort RS1800) : 1 spéciale (ES 21)

## Résultats des principaux engagés
| No | Pilote                | Copilote              | Voiture               | Groupe | Classement général                           | Class. groupe |
| -- | --------------------- | --------------------- | --------------------- | ------ | -------------------------------------------- | ------------- |
| 1  | Hannu Mikkola         | Arne Hertz            | Audi Quattro          | 4      | 16e à 25 min 52 s                            | 8e            |
| 2  | Ari Vatanen           | Terry Harryman        | Ford Escort RS1800    | 4      | 2e à 2 min 36 s                              | 2e            |
| 3  | Walter Röhrl          | Christian Geistdörfer | Opel Ascona 400       | 4      | 3e à 4 min 14 s                              | 3e            |
| 4  | Stig Blomqvist        | Björn Cederberg       | Audi Quattro          | 4      | 1er                                          | 1er           |
| 5  | Michèle Mouton        | Fabrizia Pons         | Audi Quattro          | 4      | 5e à 5 min 53 s                              | 4e            |
| 6  | Per Eklund            | Ragnar Spjuth         | Saab 99 Turbo         | A      | 4e à 5 min 05 s                              | 1er           |
| 8  | Björn Johansson       | Sven-Erik Andersson   | Opel Ascona 400       | 4      | ab. dans la 21e spéciale (joint de culasse)  | -             |
| 9  | Lasse Lampi           | Pentti Kuukkala       | Ford Escort RS1800    | 4      | 6e à 5 min 59 s                              | 5e            |
| 12 | Ingvar Carlsson       | Christian Bodén       | BMW 323i              | 2      | ab. dans la 10e spéciale (boîte de vitesses) | -             |
| 13 | Ola Strömberg         | Michael Lindberg      | Saab 99 EMS           | A      | ab. dans la 20e spéciale (joint de culasse)  | -             |
| 17 | Bror Danielsson       | Ola Hellgren          | Ford Escort RS1800    | 4      | ab. après la 2e spéciale (joint de culasse)  | -             |
| 18 | Sören Nilsson         | Anders Olsson         | Nissan Violet GT      | 4      | 7e à à 8 min 26 s                            | 6e            |
| 19 | Leif Asterhag         | Claes Billstam        | Toyota Celica 2000 GT | 4      | ab. après la 4e spéciale (joint de culasse)  | -             |
| 20 | Bengt Thorsell        | Jan-Olof Bohlin       | Ford Escort RS1800    | 4      | 9e à 10 min 54 s                             | 7e            |
| 21 | Per-Inge Walfridsson  | Bruno Berglund        | Renault 5 Turbo       | 4      | ab. dans la 20e spéciale (joint de culasse)  | -             |
| 25 | Lars-Erik Walfridsson | Lars Bäckman          | Renault 5 Turbo       | 4      | ab. dans la 18e spéciale (sortie de route)   | -             |
| 27 | Mats Jonsson          | Sven-Olov Kvarnlöv    | Opel Ascona           | 2      | 12e à 15 min 32 s                            | 4e            |
| 37 | Kalle Grundel         | Rolf Melleroth        | Volkswagen Golf GTI   | 2      | 8e à 10 min 15 s                             | 1er           |
| 38 | Gunnar Pettersson     | Arne Pettersson       | Ford Escort RS2000    | 2      | ab. dans la 13e spéciale (sortie de route)   | -             |
| 40 | Per Carlsson          | Christer Gustafsson   | Volkswagen Golf GTI   | 2      | 11e à 14 min 11 s                            | 3e            |
| 45 | Mikael Ericsson       | Jan Sandström         | Audi Coupé GT         | 2      | 10e à 12 min 33 s                            | 2e            |
| 52 | Kenneth Eriksson      | Sven-Erik Heinstedt   | Saab 96 V4            | 2      | 15e à 25 min 28 s                            | 7e            |

## Classements des championnats à l'issue de la course

### Classement provisoire du championnat du monde (pilotes)
- Attribution des points : 20, 15, 12, 10, 8, 6, 4, 3, 2, 1 respectivement aux dix premiers de chaque épreuve.
- Seuls les sept meilleurs résultats (sur treize épreuves) sont retenus pour le décompte final des points.
- Sur treize épreuves qualificatives prévues pour le championnat du monde 1982, douze seront effectivement courues, le Rallye d'Argentine (programmé en juillet) ayant été annulé en cours de saison.

| Pos. | Pilote           | Marque     | Points | M-C | SUE | POR | SAF | COR | ACR | NZ | ARG | BRE | FIN | SAN | CIV | RAC |
| ---- | ---------------- | ---------- | ------ | --- | --- | --- | --- | --- | --- | -- | --- | --- | --- | --- | --- | --- |
| 1    | Walter Röhrl     | Opel       | 32     | 20  | 12  |     |     |     |     |    |     |     |     |     |     |     |
| 2    | Stig Blomqvist   | Audi       | 20     | -   | 20  |     |     |     |     |    |     |     |     |     |     |     |
| 3    | Hannu Mikkola    | Audi       | 15     | 15  | -   |     |     |     |     |    |     |     |     |     |     |     |
| 3=   | Ari Vatanen      | Ford       | 15     | -   | 15  |     |     |     |     |    |     |     |     |     |     |     |
| 5    | Jean-Luc Thérier | Porsche    | 12     | 12  | -   |     |     |     |     |    |     |     |     |     |     |     |
| 6    | Guy Fréquelin    | Porsche    | 10     | 10  | -   |     |     |     |     |    |     |     |     |     |     |     |
| 6=   | Per Eklund       | Saab       | 10     | -   | 10  |     |     |     |     |    |     |     |     |     |     |     |
| 8    | Bruno Saby       | Renault    | 8      | 8   | -   |     |     |     |     |    |     |     |     |     |     |     |
| 8=   | Michèle Mouton   | Audi       | 8      | -   | 8   |     |     |     |     |    |     |     |     |     |     |     |
| 10   | Dany Snobeck     | Renault    | 6      | 6   | -   |     |     |     |     |    |     |     |     |     |     |     |
| 10=  | Lasse Lampi      | Ford       | 6      | -   | 6   |     |     |     |     |    |     |     |     |     |     |     |
| 12   | Jochi Kleint     | Opel       | 4      | 4   | -   |     |     |     |     |    |     |     |     |     |     |     |
| 12=  | Sören Nilsson    | Nissan     | 4      | -   | 4   |     |     |     |     |    |     |     |     |     |     |     |
| 14   | Philippe Touren  | Renault    | 3      | 3   | -   |     |     |     |     |    |     |     |     |     |     |     |
| 14=  | Kalle Grundel    | Volkswagen | 3      | -   | 3   |     |     |     |     |    |     |     |     |     |     |     |

### Classement provisoire du championnat d'Europe
- attribution des points : 20, 15, 12, 10, 8, 6, 4, 3, 2, 1 respectivement aux dix premiers de chaque manche, auxquels sont appliqués des coefficients pouvant aller de un à quatre en fonction de l'importance des épreuves.

| Pos. | Pilote           | Marque | Points |
| ---- | ---------------- | ------ | ------ |
| 1    | Stig Blomqvist   | Audi   | 80     |
| 2    | Ari Vatanen      | Ford   | 60     |
| 3    | Walter Röhrl     | Opel   | 48     |
| 4    | Franz Wittmann   | Audi   | 40     |
| 4=   | Guy Colsoul      | Opel   | 40     |
| 4=   | Jimmy McRae      | Opel   | 40     |
| 4=   | Per Eklund       | Saab   | 40     |
| 9    | Michèle Mouton   | Audi   | 32     |
| 10   | Georg Fischer    | Talbot | 30     |
| 10=  | Robert Droogmans | Ford   | 30     |
| 10=  | Ger Buckley      | Opel   | 30     |

- Épreuves disputées : Rallye Jänner (coefficient 2), Rallye Arctique (coefficient 1), Boucles de Spa (coefficient 2), Rallye Galway (coefficient 2) et Rallye de Suède (coefficient 4)